# أشلي هاتشينغز
أشلي هاتشينغز (بالإنجليزية: Ashley Hutchings)‏ هو عازف قيثارة بريطاني، ولد في 26 يناير 1945 في لندن في المملكة المتحدة.

## وصلات خارجية
- أشلي هاتشينغز على موقع IMDb (الإنجليزية)
- أشلي هاتشينغز على موقع ميوزك برينز (الإنجليزية)
- أشلي هاتشينغز على موقع أول ميوزيك (الإنجليزية)
- أشلي هاتشينغز على موقع ديسكوغز (الإنجليزية)
- أشلي هاتشينغز على موقع ديسكوغز (الإنجليزية)